# SDSS J011912.22+240331.6
SDSS J011912.22+240331.6 ist möglicherweise ein Brauner Zwerg der Spektralklasse T2 im Sternbild Fische. Er wurde 2006 von Kuenley Chiu et al. identifiziert. 